# Kellia kussakini
Kellia kussakini is een tweekleppigensoort uit de familie van de Kelliidae. De wetenschappelijke naam van de soort is voor het eerst geldig gepubliceerd in 2004 door Kamenev.